# Brede Sørum
Brede Haarberg Sørum (* 2000) ist ein norwegischer Jazzmusiker (Tenorsaxophon, Komposition).

## Leben und Wirken
Sørum, der aus Trondheim stammt, absolvierte ein Jazzstudium an der Technisch-Naturwissenschaftlichen Universität Norwegens in Trondheim, das er 2024 abschloss. Sein Debütalbum war das Auftragswerk „fabrikkert virkelighet“  (2021), das er mit einer neunköpfigen Band eingespielt hatte. 2024 legte er das in Quartettbesetzung aufgenommene Album Spirit (ØRA Fonogram) vor, mit dem dänischen Pianisten Oliver Skou-Due und seinen norwegischen Landsleuten, dem Kontrabassisten Bendig Løvland Lundsvoll und dem Schlagzeuger Steinar Heide Bø. Letztere arbeiteten auch weiterhin mit Sørum im TOG-Trio (Megamax, 2023) zusammen. Das Sørum Quartet würdige das Erbe der Innovationen der 1960er-Jahre im Free Jazz und Modal Jazz, meint Eyal Hareuveni.

## Diskographische Hinweise
- Brede Sørums Fabrikkerte Virkelighet: Fabrikkert Virkelighet (2021), mit Peter Robertstad, Peter Wallem Anundsen, Klaus Ellerhusen Holm, Martin Borge, Andreas Solheim, Steinar Heide Bø, Amund Stenøien, Børge Brustad
- Tog: Megamax (Sonic Transmissions Records, 2023)